# Saint-Jean-le-Thomas
Saint-Jean-le-Thomas – miejscowość i gmina we Francji, w regionie Normandia, w departamencie Manche.
Według danych na rok 1990 gminę zamieszkiwało 398 osób, a gęstość zaludnienia wynosiła 167 osób/km² (wśród 1815 gmin Dolnej Normandii Saint-Jean-le-Thomas plasuje się na 512 miejscu pod względem liczby ludności, natomiast pod względem powierzchni na miejscu 1079).